# Spodoptera elata
Spodoptera elata là một loài bướm đêm trong họ Noctuidae.